# Корейски архипелаг
Корейски архипелаг е общото название на над 3500 острова, разположени в югоизточната част на Жълто море и североизточната част на Източнокитайско море, край югозападните и южни брегове на Южна Корея. Най-големите острови са: Коджедо (383 km²), Чиндо (363 km²) и Намхедо (302 km²). Бреговете на всички острови са силно разчленени, изпъстрени с множество малки и удобни заливчета. Преобладава хълмистият и нископланински релеф с максимална височина до 786 m (на остров Намхедо). Климатът е субтропичен, мусонен, а естествената рестителност е представена от вечнозелени гори и храсти. Приливите са с височина до 3 m и образуват в протоците между тях мощни приливно-отливни течения (със скорост до 17 km/h), затрудняващи местното корабоплаване. Местното население се занимава предимно с риболов и лов на молюски. Най-голям град и пристанище е Чансинпхо, разположен на източното крайбрежие на остров Коджедо.